# San Juan de Plan
San Juan de Plan è un comune spagnolo di 152 abitanti situato nella comunità autonoma dell'Aragona.

Fa parte della comarca del Sobrarbe.

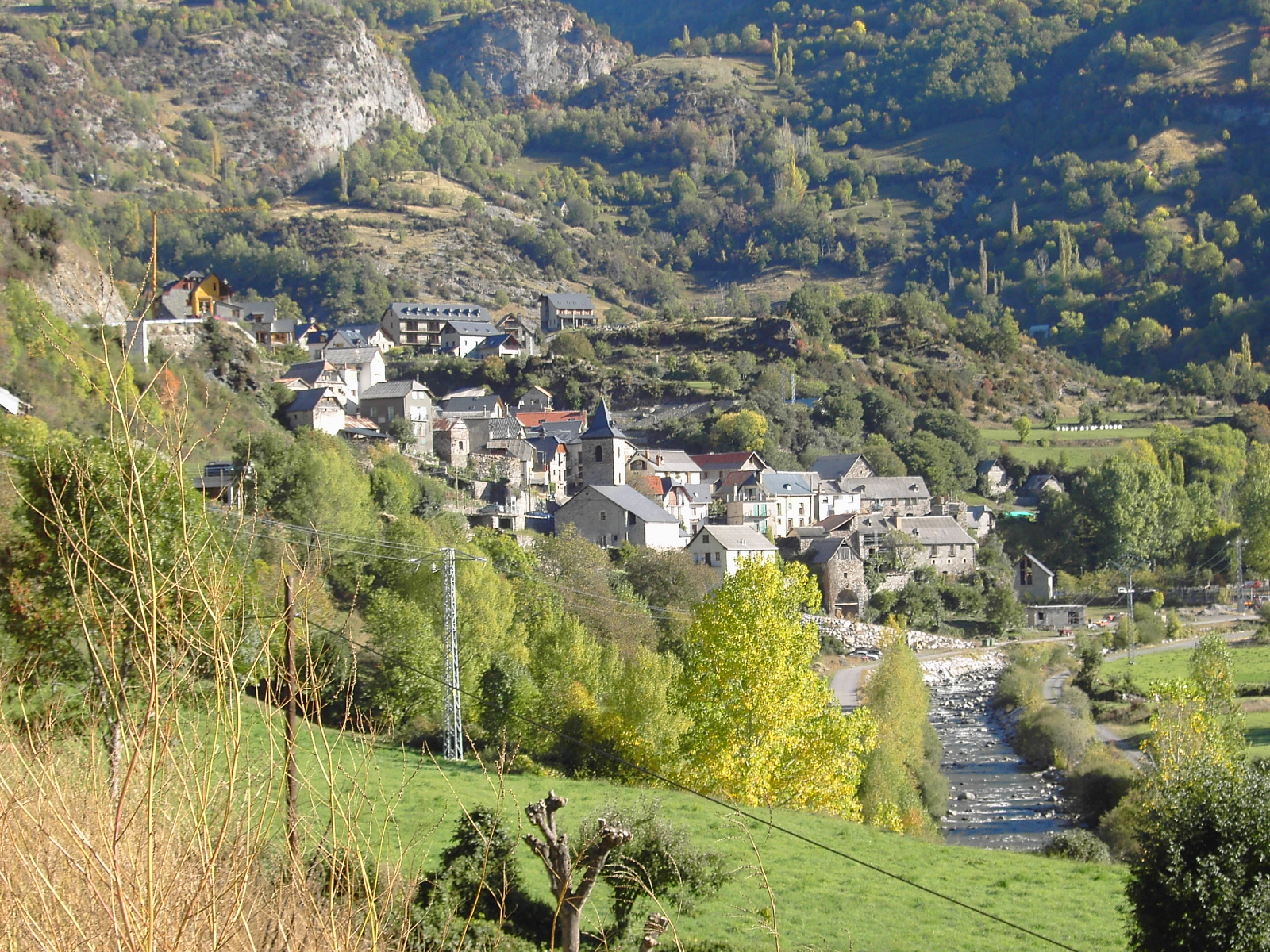
San Juan de Plan.